# Olimpia Rossi Savio
Olimpia Rossi Savio (Torino, 22 luglio 1815 – Torino, 2 novembre 1889) è stata una scrittrice e nobile italiana.

## Biografia

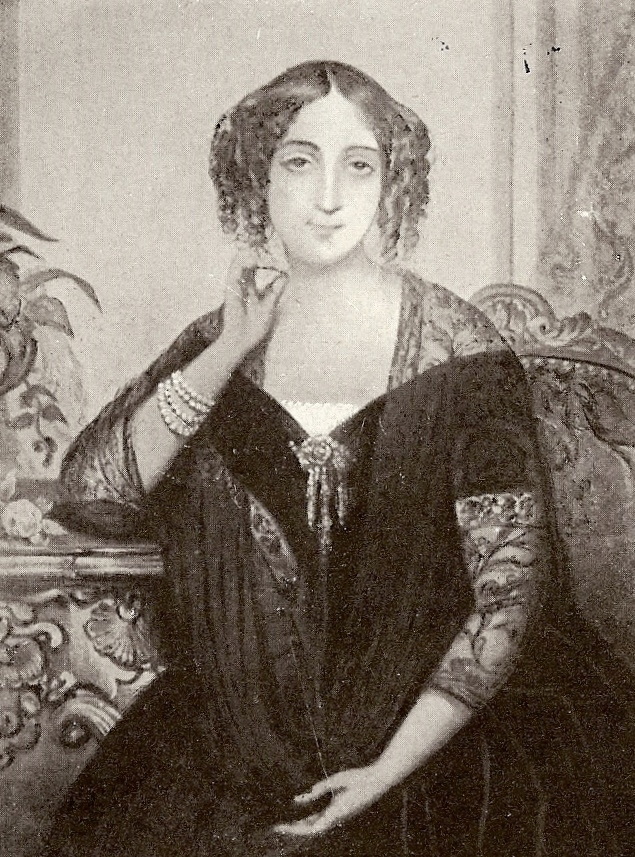
Dipinto di autore sconosciuto ritraente Olimpia Savio

La baronessa Olimpia Savio di Bernsteil fu, fino allo spostamento della capitale a Firenze, una delle signore più note di Torino.
Il padre, Giovanni Battista Rossi, fu direttore del Collegio Reale delle province di Torino, e morì il 22 febbraio 1860; la madre fu Joséphine Ferrero di Biella.
Fino a sedici anni, la sua educazione fu, come quella delle sue coetanee nobili, improntata allo studio dei classici francesi, dalla storia sacra e dalla storia di Francia, non delle lettere italiane.
Poetessa e scrittrice, curava uno dei salotti più noti e frequentati di Torino. Quel mondo è stato descritto dalla Rossi in un diario che permette di conoscere da vicino le ansie, le gioie e le aspirazioni che accompagnarono la sua generazione dalla provinciale Torino d'inizio secolo alla Torino capitale d'Italia. Oltre al diario ha lasciato un carteggio in cui dialoga con molti personaggi italiani di rilievo.
Nel 1909 il discendente di casa Savio, il barone Federico Savio, dava incarico a Raffaello Ricci di ricavare un libro dalla ingente mole degli scritti da lei lasciati: il risultato furono le Memorie della baronessa Olimpia Savio, in due volumi, edito a Milano dai Fratelli Treves nel 1911.
Dei nove volumi che costituivano il diario, oltre al carteggio e le lettere dei figli Alfredo (1838-1860) ed Emilio (1837-1861), ufficiali d'artiglieria morti nelle guerre risorgimentali, molte cose non sono state pubblicate, ma il libro fornisce egualmente notizie utili e di prima mano della Torino del XIX secolo.